# Illigera khasiana
Illigera khasiana är en tvåhjärtbladig växtart som beskrevs av Charles Baron Clarke. Illigera khasiana ingår i släktet Illigera och familjen Hernandiaceae. Inga underarter finns listade i Catalogue of Life.